# Ivan Frolov
Ivan Děnisovič Frolov (rusky Иван Денисович Фролов, 27. ledna 1906, Svinucha, Saratovská gubernie – 31. prosince 1946, Moskva) byl ruský vojenský velitel a válečný zločinec, který velel ruským silám podílejících se na potlačení Varšavského povstání v roce 1944. Popraven po rozsudku vojenského soudu zastřelením.

## Služba v Dělnicko-rolnické Rudé armádě
Narodil se ve vesnici Svinucha v ruské rolnické rodině a vystudoval sedm tříd základní školy Pracoval v zemědělství. V roce 1928 byl povolán do Dělnicko-rolnické Rudé armády, ve které zůstal i po ukončení základní vojenské služby.
V roce 1930 se stal členem VKS(b) a v roce 1931 absolvoval vojensko-politické vzdělávací kurzy. V letech 1937–1938 vystudoval kurz Výstřel (Выстрел) určený pro sovětské vyšší velitele.
V Rudé armádě postupně dosáhl hodnosti majora. Podle své výpovědi u soudu na začátku Velké vlastenecké války v roce 1941 zastával funkci náčelníka štábu pluku a poté velel 133. pluku 77. pěší divize, která však byla zformována až v roce 1942. Podle zdrojů Ministerstva obrany SSSR byl náčelníkem štábu 187. pluku 72. pěší divize. S největší pravděpodobností se Frolov při své výpovědi snažil uvedením jiného pluku zakrýt přitěžující skutečnosti.

## Služba v RONA
U vojenského soudu vypověděl, že v roce 1941 byl jako velitel pluku zajat Němci. V německém zajateckém táboře dal najevo své protisovětské smýšlení, a proto byl propuštěn. Vstoupil do řad Ruské nacionálně socialistické strany založené Konstantinem Voskobojnikovem a následně se stal příslušníkem Ruské osvobozenecké lidové armády (RONA).
Ve výpovědi však chybí jeho působení během roku 1942 v německých službách. U 187. pluku 72. pěší divize byl veden jako nezvěstný od září 1941, ale na začátku roku 1943 byl mezi bývalými sovětskými důstojníky, které Němci poskytli Kaminskému k posílení RONA Existuje však dokument z 15. května 1942 nesoucí jeho podpis jako náčelníka štábu, který je adresovaný ozbrojenému odřadu Lokoťského újezdu. Podle tohoto dokumentu by v RONA působil již v roce 1942.
Na začátku roku 1943 působil na místě náčelníka štábu a velitele bojové přípravy, kde zpracoval vojenský řád RONA a byl zodpovědný za plán bojové přípravy mužstva  Byl velitelem Gardového praporu RONA v hodnosti majora. Jeho prapor byl složen ze dvou střeleckých a jedné výcvikové roty. Celkový stav byl 600 mužů Jeho hlavní zásluhou v této době byla proměna ozbrojené občanské domobrany Lokoťské republiky na regulérní armádu.
Účastnil se mnoha protipartyzánských operací v oblasti Polock-Lepel. Za tuto službu byl vyznamenán Železným křížem 2. stupně. Železný kříž prvního stupně si přivlastnil a nosil ho, ale nebyl mu udělen Po reorganizaci RONA na 29. divizi zbraní SS působil jako velitel operačního oddělení.

## Účast ve Varšavském povstání
V srpnu 1944 vypuklo ve Varšavě povstání a pěší pluk RONA pod vedením podplukovníka (SS-Obersturmbannführera) Frolova v počtu 1 700 (podle soudního protokolu 1 600) mužů byl německým velením přidělen k jeho potlačení. Frolov rozkaz k nasazení proti povstání obdržel 7. srpna 1944 od velitele Bronislawa Kaminského a převzal vrchní velení ruských sil určených k pacifikaci Varšavy.
Jeho muži nebyli připraveni na boj v městské zástavbě a utrpěli značné ztráty. Na ty příslušníci ruských sil reagovali násilím na civilním obyvatelstvu. Obětí represí z jejich strany se stali především nezapojení civilisté ve čtvrtích Ochota a Volja, kde údajně nebyli prakticky žádní povstalci. Jeho muži se podíleli na zničení jihozápadní části předměstí Varšavy.
Podle jeho výpovědi jako motivaci příslušníkům jeho pluku k potlačení povstání umožnil Kaminski rabování. Podle polských historiků zabili vojáci ruské divize SS, jejíž součástí byli i muži pod jeho velením, ve Varšavě 15 000 lidí. Zločiny páchané jeho muži nebyly akceptovatelné ani pro německé velitelství, a proto byla koncem srpna 1944 Frolovova skupina, která utrpěla 30% ztráty, vyvedena z Varšavy. Již předtím po ústupu z Ruska se v jeho pluku projevily první známky zeslabení morálky, ale po nasazení ve Varšavě přišel rozklad kázně v takovém rozsahu, že jeho pluk nemohl být používán ani pro kárnou službu.

## Služba v ROA
Po sloučení RONA s ROA v listopadu 1944 byl jmenován náčelníkem operačního oddělení velitelství divize. Podílel se na vypracování charty ROA a plánu bojové přípravy personálu divize. Od března 1945 působil jako učitel taktiky na důstojnické škole při velitelství ROA.
Po kapitulaci Německa byl zajat Američany a umístěn v táboře Gonnacker u Landau. Z amerického zajetí uprchl, ale byl chycen a předán Sovětům.

## Vyšetřování, soud a poprava
Po předání byl vyšetřován příslušníky SMERŠ, kteří se především zaměřili na objasnění jeho role v událostech souvisejících s povstáním ve Varšavě. Rozdíl v identifikaci příslušnosti k pluku Rudé armády mezi materiály ministerstva obrany a jeho výpovědí nebyl nijak řešen Při výslechu popíral účast jeho mužů na popravách civilistů za Varšavského povstání a podle jeho slov mu není nic známo o masových popravách. Ztráty civilistů zdůvodňoval použitím letectva a dělostřelectva při útoku na domy, v kterých se skrývali povstalci.
Dne 25. května 1946 byl předán k trestnímu řízení před Vojenské kolegium Nejvyššího soudu SSSR. Ke svým obviněním se na rozdíl od výslechu u SMERŠ přiznal. V soudním protokolu je také uvedeno, že se přiznal i v přípravném řízení. V jeho odpovědích ve výslechu z 1. září 1946 uvádí, že jeho muži sice jednali tvrdě, ale plnili jen rozkazy a k postupu byli donuceni okolnostmi. Odpovědnost za civilní ztráty sváděl na povstalce, kteří se kryli civilním obyvatelstvem.
Soudem byl shledán vinným a 31. prosince 1946 byl zastřelen. Zůstala po něm manželka Agafja (Агафья) a tři děti.